# Тамса
Та́мса (эст. Tamsa), ранее Та́мсакюля — деревня в волости Ныо уезда Тартумаа, Эстония.

## География и описание
Расположена у шоссе Элва—Пангоди, в 20 км к юго-западу от уездного центра — города Тарту. Высота над уровнем моря — 89 метров.
На территории деревни находится часть природоохранного объекта — гор Пангоди (Тамса), которые являются ярким примером ледниковых форм рельефа на склоне возвышенности Отепя и представляют интерес с точки зрения ландшафта и науки (геологии и археологии).
Климат умеренный. Официальный язык — эстонский. Почтовый индекс — 61618.

## Население
По данным переписи населения 2021 года, в Тамса насчитывалось 65 жителей, из них 62 (95,4 %) — эстонцы.
По данным переписи населения 2011 года, в деревне также проживали 65 человек, из них 63 (96,9 %) — эстонцы.
Численность населения деревни Тамса по данным переписей населения:
| Год  | 1959 | 1970 | 1979 | 1989 | 2000 | 2011 | 2021 |
| ---- | ---- | ---- | ---- | ---- | ---- | ---- | ---- |
| Чел. | 71   | ↗ 98 | ↘ 81 | ↘ 76 | ↗ 77 | ↘ 65 | → 65 |

## История
В источниках 1582 года упоминается Thamza, 1601 года — Tamse Kuella, 1638 года — Tamsekyllo, Tamse weske, Tamsewes, 1839 года — Tamsaküll. 

Памятник генералу П. А. Потапову в Тамса. Ликвидирован в 2022 году

В советское время в деревне располагался центр Тамсаского отделения совхоза «Ныо». На территории деревни был установлен памятник советскому генералу П. А. Потапову, погибшему здесь 24 сентября 1944 года в ходе освобождения города Элва от немецко-фашистских захватчиков. В протоколе от 30 ноября 2022 года рабочая группа по советским памятникам при Госканцелярии Эстонии (РГСП) признала этот памятник «красным монументом», подлежащим демонтажу, однако памятник был незаконно уничтожен неизвестными ещё до даты публикации протокола РГСП, в июне 2022 года (см. Список советских военных памятников Эстонии).
В деревне находится место танкового сражения, состоявшегося 24 августа 1944 года между советской 189-й стрелковой дивизией и немецко-фашистскими войсками. Посвящённый этому событию памятный камень был установлен на территории деревни Уута и также признан «красным монументом», надпись на котором следует заменить на нейтральную.

## Происхождение топонима
Название деревни происходит от эстонского прилагательного tammine: tammise — «дубовый».

## Комментарии
1. ↑  Эстонские топонимы, оканчивающиеся на -а, не склоняются и не имеют женского рода (исключение — Нарва)[8].